# 711

## Události
- 27. dubna – 7 000 mužů se pod vedením Tárika ibn Zijáda přeplavilo přes Gibraltarský průliv a zahájili muslimské dobytí Španělska.
- červenec – V bitvě u Guadalete zvítězila umajjovská armáda nad Vizigóty. V bitvě padl poslední vizigótský král Roderich.
- svržen a posléze popraven byzantský císař Justinián II.

## Narození
- 21. února – Su-cung, čínský císař († 762)
- Málik ibn Anas, islámský učenec († 795)

## Úmrtí
- 23. dubna – Childebert III., franský král (* 678 nebo 679)
- červenec – Roderich, vizigótský král
- 11. prosince – Justinián II., byzantský císař (* 668 nebo 669)

## Hlavy států
- Papež – Konstantin (708–715)
- Byzantská říše – Justinián II. – Filippikos Bardanes
- Franská říše – Childebert III. (695–711) » Dagobert III. (711–715)
  - Austrasie – Pipin II. (majordomus) (679–714)
- Anglie
  - Wessex – Ine
  - Essex – Saelred
  - Kent – Withred
- První bulharská říše – Tervel